# Alberto Zolim Filho
Alberto Zolim Filho, detto Carlitos (Porto Alegre, 27 novembre 1921 – Porto Alegre, 30 ottobre 2001), è stato un calciatore brasiliano, di ruolo attaccante.

## Caratteristiche tecniche
Giocava come attaccante, ricoprendo il ruolo di ala sinistra. Era dotato di grande rapidità e di un affinato senso del gol, e aveva inoltre una particolare abilità nel realizzare i calci di rigore: nel corso della sua carriera, non ne fallì mai uno.

## Carriera

### Club
Arrivò all'Internacional a diciotto anni, dove gli venne dato il soprannome di Carlitos poiché il calciatore si era presentato come Carlos Alberto Zolim Filho, anziché Alberto Zolim Filho. Nel corso della sua carriera vinse per sei volte consecutive il campionato statale (1940-1945) e altrettante il campionato della città di Porto Alegre. Con Tesourinha e Adãozinho formò l'attacco più prolifico della storia, realizzando personalmente un totale di 485 gol (325 in 384 partite ufficiali, con una media di 0,85), di cui 42 nei 61 Grenal da lui disputati: grazie a questa cifra, è il miglior marcatore della storia della società. Terminò la carriera nel 1951, vincendo i suoi due ultimi titoli con la maglia del club.

## Palmarès

### Club

#### Competizioni nazionali
- Campionato Gaúcho: 10

Internacional: 1940, 1941, 1942, 1943, 1944, 1945, 1947, 1948, 1950, 1951
- Campionato di Porto Alegre: 10

Internacional: 1940, 1941, 1942, 1943, 1944, 1945, 1947, 1948, 1950, 1951